# Equidistante

Construcción de la mediatriz de un segmento de recta. El punto en el que la línea roja cruza el segmento negro es equidistante de los dos extremos de este.

El polígono P está inscrito a la circunferencia C. El circuncentro O es equidistante a cada punto de la circunferencia, y por tanto, a cada vértice del polígono.

Se dice que un punto es equidistante de un conjunto de figuras geométricas si las distancias entre ese punto y cada figura del conjunto son iguales.

## Generalización
En geometría euclidiana hay los siguientes casos:
- En la recta, se conoce como punto medio al punto que se encuentra a la misma distancia o equidista a dos puntos dados o extremos de un segmento dado.

- En geometría afín, dado los puntos {\displaystyle A} y {\displaystyle B} el punto medio es el punto a medio camino entre {\displaystyle A} y {\displaystyle B}, es decir, {\displaystyle P_{m}=A+{\frac {\vec {AB}}{2}}=A+{\frac {B}{2}}-{\frac {A}{2}}={\frac {A}{2}}+{\frac {B}{2}}.}

En el plano
1. Los puntos de la mediatriz de un segmento son equidistantes de los extremos del segmento.
2. Los puntos de la circunferencia son equidistantes del centro de la circunferencia.
3. Los puntos de la bisectriz de un ángulo respecto los lados de este.
4. Los puntos que equidistan a dos rectas paralelas es una tercera paralela que está en la interior.
5. Los puntos de la parábola equidistan del foco y de la directriz.
6. En el espacio, el lugar geométrico de puntos equidistantes de dos puntos dados es un plano.
7. En un espacio de dimensión (n), el lugar geométrico de los puntos equidistantes de dos puntos es un hiperplano es decir de dimensión {\displaystyle (n-1).}

## Casos

Circunferencias (conjunto de puntos equidistantes de uno dado) en la geometría del taxista discreta y continua.

### Geometría euclidiana
Para un triángulo, el centro de la circunferencia circunscrita es un punto equidistante de cada uno de los tres vértices. Cada triángulo no degenerado tiene tal punto. Del mismo modo, el incentro de un triángulo o de cualquier otro polígono tangencial es equidistante de los puntos de tangencia de los lados del polígono con la circunferencia. Cada punto de la mediatriz de un triángulo u otro polígono es equidistante de los dos vértices en los extremos de ese lado. Cada punto de la bisectriz de cualquier polígono es equidistante de los dos lados que confinan ese ángulo.
El centro de un rectángulo es equidistante de los cuatro vértices, y es equidistante de los lados opuestos dos a dos. Un punto en el eje de simetría de un deltoide es equidistante entre dos de sus lados.
El centro de una circunferencia es equidistante de cada punto de su perímetro. Del mismo modo, el centro de una esfera es equidistante de todos los puntos de su superficie.
Una parábola es el conjunto de puntos en un plano que equidistan de un punto fijo (el foco) y de una línea fija (la directriz).
En análisis de formas, el cálculo del esqueleto o eje medio de una figura es una versión lineal de esa forma que es equidistante de su contorno.
En geometría euclidiana, las paralelas (líneas que nunca se cruzan) son equidistantes en el sentido de que la distancia de cualquier punto en una línea desde el punto más cercano de la otra línea es la misma para todos los puntos.

### Geometría hiperbólica
En geometría hiperbólica, el conjunto de puntos que son equidistantes desde y hacia un lado de una recta dada forman una circunferencia hiperbólica (tienen la disposición de una curva, no de una recta, como en el espacio euclídeo).

## Otras métricas
El concepto de distancia depende de la métrica con la que se haya definido la relación entre los elementos que forman parte de un espacio topológico. Además de la métrica habitual de los espacios euclídeos, elipsoidales o hiperbólicos, existen otras métricas (como la definida por la geometría del taxista) en las que a la hora de aplicar el concepto de equidistancia, se obtienen resultados muy distintos a los intuitivamente esperables desde la intuición euclídea de la geometría.